# Teorema de reactancia de Foster
El teorema de la reactancia de Foster es un teorema importante en el campo del análisis y la síntesis de redes eléctricas. El teorema establece que la reactancia de una red pasiva sin pérdidas de dos terminales (un puerto) siempre aumenta de forma estrictamente monotónica con la frecuencia. Es fácil comprobar que las reactancias de los inductores y condensadores aumentan o disminuyen individualmente con la frecuencia, respectivamente, y a partir de ahí se puede construir una prueba para las redes pasivas sin pérdidas en general. La demostración del teorema fue presentada por Ronald Martin Foster en 1924, aunque el principio había sido publicado antes por los colegas de Foster en American Telephone & Telegraph.
El teorema puede extenderse a las admitancias y al concepto englobante de las inmitancias. Una consecuencia del teorema de Foster es que los ceros y los polos de la reactancia deben alternar con la frecuencia. Foster utilizó esta propiedad para desarrollar dos formas canónicas de realizar estas redes. El trabajo de Foster fue un importante punto de partida para el desarrollo de la síntesis de redes.
Es posible construir redes no Foster utilizando componentes activos, como amplificadores. Éstos pueden generar una impedancia equivalente a una inductancia o capacitancia negativa. El convertidor de impedancia negativa es un ejemplo de este tipo de circuito.

## Explicación
La reactancia es la parte imaginaria de la impedancia eléctrica compleja. Tanto los condensadores como los inductores poseen reactancia (pero de signo contrario) y dependen de la frecuencia. La especificación de que la red debe ser pasiva y sin pérdidas implica que no hay resistencias (sin pérdidas), ni amplificadores o fuentes de energía (pasivos) en la red. Por consiguiente, la red debe estar formada exclusivamente por inductores y condensadores, y la impedancia será puramente un número imaginario con parte real cero. El teorema de Foster se aplica igualmente a la admitancia de una red, es decir, la susceptancia (parte imaginaria de la admitancia) de un puerto pasivo sin pérdidas aumenta monotónicamente con la frecuencia. Este resultado puede parecer contradictorio, ya que la admitancia es el recíproco de la impedancia, pero es fácil de demostrar. Si la impedancia es
{\displaystyle Z=iX\,}
donde 𝑋 es la reactancia y 𝑖 es la unidad imaginaria, entonces la admitancia viene dada por:
{\displaystyle Y={\frac {1}{iX}}=-i{\frac {1}{X}}=iB}
donde 𝐵 es la susceptancia.
Si X es monotónicamente creciente con la frecuencia, entonces 1/X debe ser monotónicamente decreciente. En consecuencia, -1/X debe ser monotónicamente creciente y, por lo tanto, se demuestra que B también es creciente.
A menudo, en teoría de redes, un principio o procedimiento se aplica igualmente bien a la impedancia o a la admitancia, lo que refleja el principio de dualidad de las redes eléctricas. En estas circunstancias, es conveniente utilizar el concepto de inmitancia, que puede significar tanto impedancia como admitancia. Las matemáticas se realizan sin especificar unidades hasta que se desea calcular un ejemplo concreto. Así pues, el teorema de Foster puede enunciarse de forma más general como,
Teorema de Foster (forma immitancia)
La inmitancia imaginaria de un puerto pasivo sin pérdidas aumenta de forma estrictamente monotónica con la frecuencia.
El teorema de Foster es bastante general. En particular, se aplica a las redes de elementos distribuidos, aunque Foster lo formuló en términos de inductores y condensadores discretos. Por tanto, es aplicable tanto a frecuencias de microondas como a frecuencias más bajas.

## Ejemplos
Teorema de Foster (forma de inmitancia)
Los siguientes ejemplos ilustran este teorema en una serie de circuitos sencillos.

### Inductor
La impedancia de un inductor viene dada por,
{\displaystyle Z=i\omega L\,}
𝐿 es la inductancia
𝜔 es la frecuencia angular
por lo que la reactancia es,
{\displaystyle X=\omega L\,}
que, por inspección, puede verse que aumenta monotónica (y linealmente) con la frecuencia.

### Condensador
La impedancia de un condensador viene dada por,
{\displaystyle Z={\frac {1}{i\omega C}}}
𝐶 es la capacitancia
por lo que la reactancia es
{\displaystyle X=-{\frac {1}{\omega C}}}
que también aumenta monotónicamente con la frecuencia. La función de impedancia del condensador es idéntica a la función de admitancia del inductor y viceversa. Es un resultado general que el dual de cualquier función de impedancia que obedezca el teorema de Foster también lo seguirá.

### Circuito resonante en serie
Un circuito LC en serie tiene una impedancia que es la suma de las impedancias de un inductor y un condensador,
{\displaystyle Z=i\omega L+{\frac {1}{i\omega C}}=i\left(\omega L-{\frac {1}{\omega C}}\right)}
A bajas frecuencias, la reactancia está dominada por el condensador, por lo que es grande y negativa. Ésta aumenta monotónicamente hacia cero (la magnitud de la reactancia del condensador es cada vez menor). La reactancia pasa por cero en el punto en el que las magnitudes de las reactancias del condensador y del inductor son iguales (la frecuencia de resonancia) y luego sigue aumentando monotónicamente a medida que la reactancia del inductor se vuelve progresivamente dominante.

### Circuito resonante paralelo
Un circuito LC paralelo es el dual del circuito en serie y, por tanto, su función de admitancia tiene la misma forma que la función de impedancia del circuito en serie,
{\displaystyle Y=i\omega C+{\frac {1}{i\omega L}}}
La función de impedancia es,
{\displaystyle Z=i\left({\frac {\omega L}{1-\omega ^{2}LC}}\right)}
A bajas frecuencias, la reactancia está dominada por el inductor y es pequeña y positiva. Aumenta monotónicamente hacia un polo en la frecuencia antirresonante, donde la susceptancia del inductor y del condensador son iguales y opuestas y se anulan. Pasado el polo, la reactancia es grande y negativa y aumenta hacia cero, donde está dominada por la capacitancia.

## Ceros y polos

Diagrama de la reactancia de la primera forma de impedancia canónica del punto de conducción de Foster que muestra el patrón de polos y ceros alternos. Se necesitan tres antirresonadores para realizar esta función de impedancia.

Una consecuencia del teorema de Foster es que los ceros y los polos de cualquier función de inmitancia pasiva deben alternarse a medida que aumenta la frecuencia. Después de pasar por un polo, la función será negativa y está obligada a pasar por cero antes de alcanzar el siguiente polo si quiere ser monotónicamente creciente.
Los polos y ceros de una función de inmitancia determinan completamente las características frecuenciales de una red de Foster. Dos redes de Foster que tengan polos y ceros idénticos serán circuitos equivalentes en el sentido de que sus funciones de immitancia serán idénticas. Puede haber una diferencia de factor de escala entre ellas (todos los elementos de la immitancia multiplicados por el mismo factor de escala), pero la forma de las dos funciones de immitancia será idéntica.
Otra consecuencia del teorema de Foster es que la fase de una immitancia debe aumentar monotónicamente con la frecuencia. En consecuencia, el trazado de una función de immitancia de Foster en un gráfico de Smith debe recorrer siempre el gráfico en el sentido de las agujas del reloj con el aumento de la frecuencia.

## Realización

Primera forma de Foster de realización canónica de la impedancia del punto de conducción. Si la función polinómica tiene un polo en ω=0, una de las secciones LC se reducirá a un único condensador. Si la función polinómica tiene un polo en ω=∞, una de las secciones LC se reducirá a un único inductor. Si ambos polos están presentes, entonces dos secciones se reducen a un circuito LC en serie.

Una inmitancia pasiva de un puerto formada por elementos discretos (es decir, no distribuidos) puede representarse como una función racional de s,
{\displaystyle Z(s)={\frac {P(s)}{Q(s)}}}
donde,
𝑍(𝑠)es la immitancia
𝑃(𝑠),𝑄(𝑠)son polinomios con coeficientes reales y positivos 
𝑠 es la variable de la transformada de Laplace, que puede sustituirse por 𝑖 𝜔 
cuando se trata de señales de CA en estado estacionario.
Esto se deduce del hecho de que la impedancia de los elementos L y C son en sí mismas funciones racionales simples y cualquier combinación algebraica de funciones racionales da como resultado otra función racional.

Segunda forma de Foster de realización canónica de la impedancia del punto de conducción. Si la función polinómica tiene un cero en ω=0, una de las secciones LC se reducirá a un único inductor. Si la función polinómica tiene un cero en ω=∞, una de las secciones LC se reducirá a un único condensador. Si ambos ceros están presentes, entonces dos secciones se reducen a un circuito LC paralelo.

A veces se denomina impedancia del punto de conducción porque es la impedancia en el lugar de la red al que se conecta el circuito externo y lo "conduce" con una señal. En su artículo, Foster describe cómo puede realizarse una función racional sin pérdidas (si es que puede realizarse) de dos formas. La primera forma de Foster consiste en una serie de circuitos LC paralelos conectados en serie. La segunda forma de impedancia del punto de conducción de Foster consiste en una serie de circuitos LC en serie conectados en paralelo. La realización de la impedancia del punto de conducción no es única. La realización de Foster tiene la ventaja de que los polos y/o ceros están directamente asociados con un circuito resonante particular, pero hay muchas otras realizaciones. Quizá la más conocida sea la realización en escalera de Wilhelm Cauer del diseño de filtros.

## Redes no Foster
Una red Foster debe ser pasiva, por lo que una red activa, que contenga una fuente de alimentación, puede no obedecer el teorema de Foster. En particular, los circuitos que contienen un amplificador con realimentación positiva pueden tener una reactancia que disminuye con la frecuencia. Por ejemplo, es posible crear capacitancia e inductancia negativas con circuitos convertidores de impedancia negativa. Estos circuitos tendrán una función de inmitancia con una fase de ±π/2 como una reactancia positiva pero una amplitud de reactancia con una pendiente negativa frente a la frecuencia.
Estos son de interés porque pueden realizar tareas que una red Foster no puede. Por ejemplo, las redes de adaptación de impedancia Foster pasivas habituales sólo pueden igualar la impedancia de una antena con una línea de transmisión a frecuencias discretas, lo que limita el ancho de banda de la antena. Una red no Foster podría igualar una antena en una banda continua de frecuencias, lo que permitiría crear antenas compactas con un gran ancho de banda, violando el límite de Chu-Harrington. Las redes no Foster prácticas son un área activa de investigación.

## Historia
El teorema fue desarrollado en American Telephone & Telegraph como parte de las investigaciones en curso sobre filtros mejorados para aplicaciones de multiplexación telefónica. El teorema fue publicado por primera vez por Campbell en 1922, pero sin demostración.Inmediatamente se hizo un gran uso del teorema en el diseño de filtros, y aparece de forma destacada, junto con una demostración, en el importante artículo de Zobel de 1923, que resumía el estado del arte del diseño de filtros en aquella época. Foster publicó su artículo al año siguiente, que incluía sus formas de realización canónicas.
En Alemania, Cauer comprendió la importancia del trabajo de Foster y lo utilizó como base de la síntesis de redes. Entre las muchas innovaciones de Cauer se encuentra la extensión del trabajo de Foster a todas las redes de 2 elementos, tras descubrir un isomorfismo entre ellas. Cauer estaba interesado en encontrar la condición necesaria y suficiente para la realizabilidad de una red racional de un puerto a partir de su función polinómica, condición que ahora se sabe que es una función real positiva, y el problema inverso de qué redes eran equivalentes, es decir, tenían la misma función polinómica. Ambos eran problemas importantes en la teoría de redes y el diseño de filtros. Las redes de Foster son sólo un subconjunto de las redes realizables,.